# Cloud No. 7

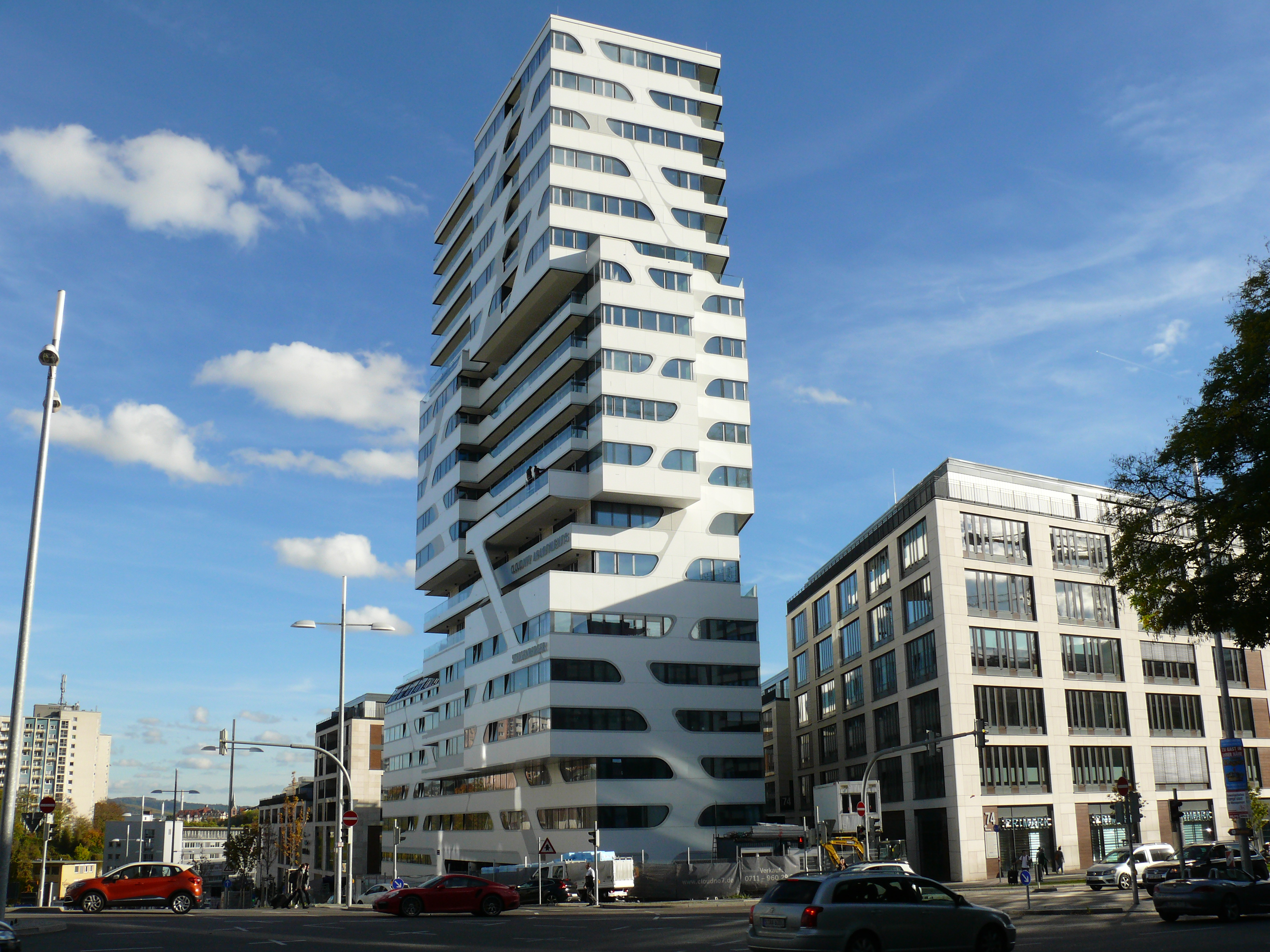
Cloud No. 7 im Oktober 2017

Cloud No. 7 ist ein 18-stöckiges Hochhaus im Stuttgarter Europaviertel.

## Ausstattung und Nutzung
Mit 61 Metern Höhe ist das Cloud No. 7 das höchstgelegene innerstädtische Wohnhaus Stuttgarts. Es ist zwar 20 Zentimeter niedriger als das LBBW-Gebäude in der Nachbarschaft, überragt dieses jedoch aufgrund seiner etwas erhöhten Lage. In den ersten sechs Etagen des 18-geschossigen Hauses betreibt die Steigenberger-Hotelgruppe seit Januar 2018 ein modernes Luxushotel der Marke Jaz in the City. Für 175 Zimmer und Suiten schloss die Steigenberger-Gruppe einen Pachtvertrag über 20 Jahre, 166 davon werden angeboten
(Stand: 2018).
Ab der siebten Etage befinden sich Luxuswohnungen: 50 Appartements von 30 bis 70 Quadratmetern und 19 Eigentumswohnungen von 100 bis 300 Quadratmetern. Auf der Dachebene befindet sich ein 500 m² großes Penthouse, auf der sechsten Etage befindet sich eine Dachterrasse mit einer Bar. Von den 59 Wohneinheiten sind 25 Eigentumswohnungen und 34 so genannte „Business Apartments“, die für Preise von 150 und 660 Euro pro Tag wochenweise an Geschäftsleute vermietet wurden. Auf Wunsch und gegen Bezahlung können die Bewohner die Dienstleistungen des Hotels nutzen, beispielsweise sich Essen in die Wohnung bringen lassen oder Theaterkarten bestellen.
Bis Anfang Mai 2015 waren rund 68 Prozent der Wohnfläche für insgesamt rund 40 Millionen Euro verkauft, 95 Prozent der Käufer seien aus Stuttgart und Umgebung gewesen. Im vierten Quartal 2015 wurden in dem Gebäude acht Wohnungen verkauft, sämtliche in dieser Zeit verkauften Wohnungen in Stuttgart-Mitte. Die Preise lagen zwischen 9118 und 10605 Euro pro Quadratmeter, erwartet waren bis zu 14000 Euro pro Quadratmeter.

## Investoren
Projektträgerin ist die Cloud No 7 GmbH, eine Tochtergesellschaft der Schwäbische Wohnungs AG, die ihrerseits zur Unternehmensgruppe Dr. Aldinger & Fischer gehört. Die geplanten Projektkosten betrugen rund 80 Millionen Euro. Davon wurden 35 Millionen Euro durch eine Anleihe finanziert. Diese war mit 6 % verzinst und in die Risikoklasse 5, spekulativ, eingruppiert.

## Baugeschichte
2008 gewann das Berliner Büro Grüntuch Ernst Architekten den ersten Preis für den Entwurf eines Gebäudes an dieser Stelle. Das amerikanische Büro tec Architecture entwickelte die Fassadengestaltung mit ihren geschwungenen Glas- und Metallbrüstungen. Im Februar 2013 wurde der Bauantrag gestellt und im September 2013 begannen die Bauarbeiten.
Das Richtfest wurde am 8. Mai 2015 gefeiert. Ursprüngliche Planungen sahen vor, dass der Turm  bis Spätsommer 2016 bezugsfertig sein sollte.
Auf der Website des Immobilienentwicklers wurde Sommer 2017 als Eröffnungstermin angegeben. Die Hotelzimmer sind seit Januar 2018 bezugsfertig.